# آبشاران سفلی
آبشاران سفلی، روستایی  در دهستان مشایخ از توابع بخش ناغان، شهرستان کیار در استان چهارمحال و بختیاری است.

## جمعیت
این روستا در دهستان مشایخ قرار دارد و براساس سرشماری مرکز آمار ایران در سال ۱۳۸۵، جمعیت آن ۲۵۴ نفر (۵۲خانوار) بوده‌است. البته لازم است ذکر شود جمعیتی در حدود ۵۰۰ نفر به استان‌های همجوار خوزستان و اصفهان مهاجرت کردند